# Dinarthrum rufa
Dinarthrum rufa är en nattsländeart som beskrevs av Navás 1932. Dinarthrum rufa ingår i släktet Dinarthrum och familjen kantrörsnattsländor. Inga underarter finns listade i Catalogue of Life.